# Rostaing d'Ancezune
Rostaing d'Ancezune, mort le 27 juillet 1510, est un prélat français des XVe et XVIe siècles, archevêque d'Embrun.

## Biographie
Rostaing ou Rostan d'Ancezune descend des seigneurs de Caderousse dans le comtat Venaissin. Il est le troisième fils d'Aimar-Antoine d'Ancezune, seigneur de Caderousse, de Cadenet, etc.,  et de Louise de Falcos, des seigneurs de Loriol.
Prévôt du chapitre cathédral, il est en 1488, sur le refus de Raimond d'Ancezune, son parent, appelé au siège épiscopal de Fréjus. En 1494, il est transféré à l'archevêché d'Embrun. Il était déjà ambassadeur de Charles VIII à Rome. Charles VIII, à la mort de Jean Bayle, se hâte d'écrire aux chanoines d'Embrun, pour leur annoncer son intention de faire nommer Rostaing.
On a de Rostaing d'Ancezune, une Histoire des Vaudois du Dauphiné demeurée manuscrite. Il est abbé de Saint-Ruf et prieur du Pont-Saint-Esprit.